# Certificat d'aryanité

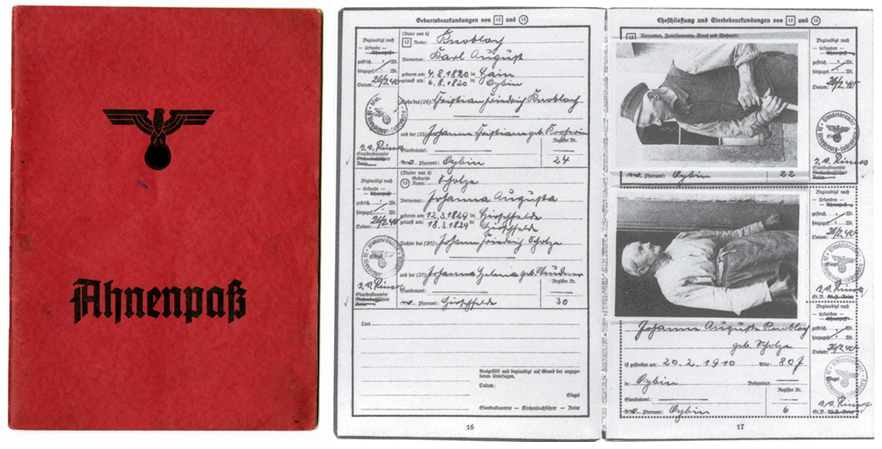
Ahnenpass renseigné. À partir de 1935, il est obligatoire pour toute la population.

Le certificat d'aryanité (en allemand : Ariernachweis ou Arierschein) est, sous le Troisième Reich un document attestant de l'appartenance d'un individu à la race aryenne et garantissant ainsi qu'il est exempt de sang étranger ou juif.

## En Allemagne
À partir d’avril 1933, il est obligatoire pour tous les employés et fonctionnaires du secteur public, ainsi que dans l’éducation, conformément à la loi pour la restauration de la fonction publique (Gesetz zur Wiederherstellung des Berufsbeamtentums).C'est aussi une condition préalable pour devenir citoyen du Reich, pour ceux qui sont de sang allemand ou apparenté (Aryens) et qui veulent devenir citoyens du Reich après l’adoption des lois de Nuremberg (Nürnberger Gesetze) en 1935.
Le certificat d'aryanité existe jusqu’en 1945 sous deux formes : 
- Le Kleiner Ariernachweis (petit certificat) justifie de l'aryanité des parents et grands-parents. Il est composé de :

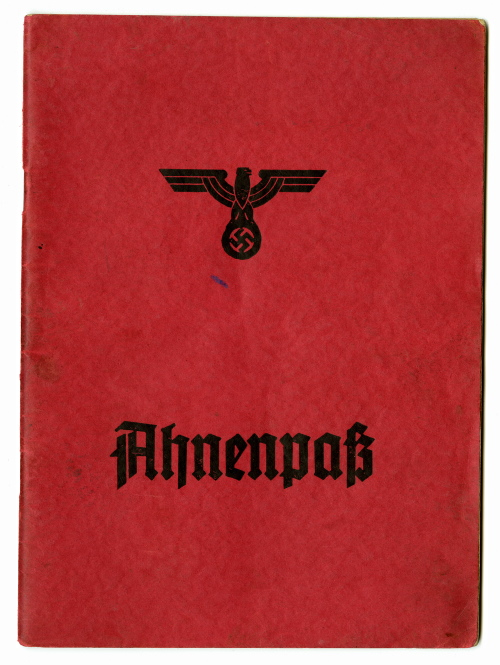
L'Ahnenpass certificat d'aryanité

  - L'Ahnenpass certificat d'aryanitéL’Ahnenpass ou l’Ahnenpaß (passeport ancestral), une pièce d’identité légale. Il est publié par l’Association des officiers de l’état civil du Reich en Allemagne(Reichsverband der Standesbeamten en Deutschland e. V.) et coute 0,6 Reichsmarks[1].

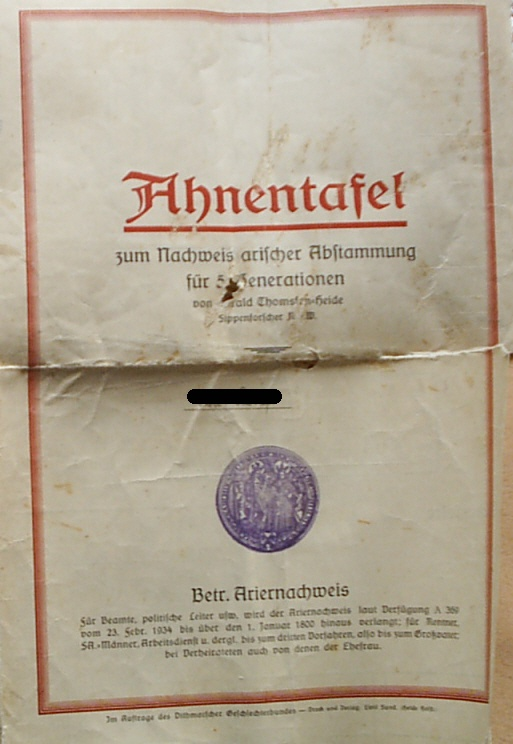
Tableau d'ancêtres en vue de l'établissement d'un certificat d'aryanité

  - Tableau d'ancêtres en vue de l'établissement d'un certificat d'aryanitéL'Ahnentafel (table ancestrale), une table de généalogie certifiée.

- Un Großer Ariernachweis (grand certifiat) est nécessaire pour répondre aux exigences du Reichserbhofgesetz (loi du patrimoine du pays) et pour être membre du NSDAP. Ce certificat justifie l'aryanité  jusqu’en 1800 (jusqu’en 1750 pour les officiers SS)[2].

Selon Brian M. Rigg, l'auteur de La tragédie des soldats juifs d'Hitler (2005), de nombreuses attestations d'aryanisation, signées de la main du Führer, sont attribuées à des officiers supérieurs d’ascendance juive. Il cite Robert Borhardt, officier supérieur, Reinhard Heydrich, le colonel Walter Hollander, l'amiral Bernard Rog... Il montre que « des milliers de soldats ont présenté ce genre de demandes afin de pouvoir continuer à servir l’armée, et que Hitler a contresigné lui-même de nombreuses requêtes ». En 1944, selon un rapport secret des services du personnel de l'armée allemande, une liste de soixante-dix-sept généraux et officiers hauts gradés d’origine juive ou mariés avec un tel conjoint, ont obtenu un certificat d’aryanité signé de la main d’Hitler. Rigg ajoute : « On aurait pu ajouter à cette liste encore soixante noms de généraux et de hauts gradés de la Wehrmacht, des armées de l’air et de la marine, sans oublier deux Feld-maréchaux. »

## En France
Ce document est exigé en France occupée de 1940 à 1944, dans le cadre de la politique d'aryanisation menée par le gouvernement du Régime de Vichy du maréchal Pétain sur le modèle de l'Allemagne nazie, et à la suite des lois sur le statut des Juifs.
Sur l'ensemble du territoire français, ce document est nécessaire pour obtenir ou conserver un emploi dans la fonction publique, mais aussi pour exercer certaines professions dans le commerce, le théâtre, ou la médecine.
Des artistes ou des intellectuels, comme Simone de Beauvoir ou Jean-Paul Sartre durent présenter ce type de certificat pour exercer leur profession.

### En Alsace
En Alsace annexée de fait, l'Ahnenpass est obligatoire à partir de 1941. Pour faire face aux nombre de demandes de documents d'état civil, les autorités nazies, réquisitionnent les registres paroissiaux antérieures à l'état civil et les stockent aux archives départementales. Elles recrutent des agents chargés de répondre aux demandes.

### Filmographie
- Science nazie : la race, le sol et le sang, film documentaire de 90 minutes réalisé par David Korn-Brzoza, écrit avec Johann Chapoutot et produit par Upside Télévision / ARTE / RTBF, 2019.